# TuS Rot-Weiß Coblence
Ne doit pas être confondu avec TuS Coblence.
Pour les articles homonymes, voir Rot-Weiß Coblence.
Le TuS Rot-Weiß Coblence (en allemand TuS Rot-Weiß Koblenz) est un club sportif allemand basé à Coblence en Rhénanie-Palatinat. La section athlétisme a formé de nombreux champions allemands dans les années 1940 et 1950. L'équipe première de football masculin obtient sa promotion en Regionalliga Sud-Ouest en 2019 et s'est qualifiée une fois en DFB-Pokal. L'équipe première féminine a évolué pendant 3 ans en Regionalliga Sud-Ouest. Le 1er juillet 2021, la section football fait scission au sein du FC Rot-Weiß Coblence.

## Histoire
Le club est fondé le 14 juin 1947, quand le Koblenzer TSC, fondé en 1860, fusionne avec le TG Koblenz et le VfL 06/07 Koblenz. Le club nouvellement créé se nomme initialement Sportfreunde Rot-Weiß Koblenz, en raison de l'interdiction du mot Turnen (gymnastique) par les autorités d'occupation françaises. Le club prend son nom actuel en mars 1951.
Le club comprend les sections suivantes : badminton, handisport, boxe, fistball, hockey, judo, karaté, kendo, gymnastique pour enfants, athlétisme, roller, ski, tennis de table, gymnastique et volley-ball. Depuis la scission de la section football au sein du FC Rot-Weiß Coblence, le club ne comporte plus de section football.

### Athlétisme
De nombreux champions allemands d'athlétisme proviennent du Rot-Weiß Koblenz. En particulier, Bert Steines a participé aux Jeux olympiques de 1956 à Melbourne. Ci-après, une liste d'athlètes provenant du TuS Rot-Weiß Koblenz qui sont devenus champions allemands d'athlétisme :
- Hubert Huppertz: 1949, 1950 im 400 mètres
- Karl Kohlhoff: 1950, 1951, 1952 en 400 mètres haies
- Herbert Koschel: 1952, 1953, 1954 en lancer du javelot
- Hanfried Oertel: 1950, 1952 en saut à la perche
- Karl-Heinz Schmalz: 1954 en 3 000 steeple
- Bert Steines: 1951, 1953, 1954, 1955, 1956 en 200 mètres haies
- Günther Steines: 1950, 1952 en 800 mètres

En outre, l'équipe de relais 4 x 400 mètres est devenue championne d'Allemagne en 1950 et 1954. Les coblenceois suivants sont devenus champions d'Allemagne d'athlétisme en salle :
- Horst Drum: 1957 im saut à la perche
- Herman Lingnau: 1959, 1960, 1961 en lancer du poids
- Kurt-Walter May: 1974 en épreuves sportives combinées
- Bert Steines: 1954, 1955, 1956, 1958 en course de haies

### Football
Pendant des décennies, les footballeurs du club n'ont évolué qu'au niveau local. En 2011, le TuS Rot-Weiß Coblence termine champion de Bezirksliga Mitte et obtiennent leur place en Rheinlandliga (6e division). L'équipe finit 3e en 2012 et 2014, avant de remporter le championnat et sa promotion en Oberliga Rhénanie-Palatinat/Sarre en 2016. Deux ans plus tard, les rouges et blancs remportent la Coupe de Rhénanie (Rheinlandpokal) pour la première fois de leur histoire, après une victoire en finale face aux rivaux locaux du TuS Coblence, sur un score de 1-0. De ce fait, le club se qualifie pour la DFB-Pokal 2018-2019.
Les rouges et blancs remportent l'Oberliga Rhénanie-Palatinat/Sarre en 2019, et obtient son ticket pour la Regionalliga Sud-Ouest. Le club finit 18e et dernier du classement final de la saison 2019-2020. Cependant, la saison ayant été interrompue puis arrêtée en raison de la pandémie de Covid-19, l'équipe est maintenue en 4e division.
L'équipe féminine a évolué en Regionalliga Sud-Ouest, soit la 2e division, de 1997 à 2000. L'équipe évolue par la suite en Rheinlandliga jusqu'en 2007, avant d'être reléguée en Bezirksliga. Jusqu'en juillet 2018, le club évoluait sur un terrain en gazon artificiel, annexe au Stadion Oberwerth. Depuis la relégation du TuS Coblence en Oberliga, les deux clubs se partagent le stade. D'anciens joueurs professionnels tels que Jan Hawel et Sören Klappert ont joué pour le Rot-Weiß Coblence. Le globe-trotter Rudi Gutendorf a entraîné les Rouge et Blanc dans les années 1950.
À partir de la saison 2021-2022, la section football est intégrée au FC Rot-Weiß Coblence, nouvellement fondé et indépendant.
Palmarès (Hommes)
- Champion d'Oberliga Rhénanie-Palatinat/Sarre et promotion en Regionalliga Sud-Ouest : 2019
- Rheinlandpokal : 2018
  - en conséquence, qualification en DFB-Pokal 2018-2019
- Vainqueur du barrage de qualification en DFB-Pokal 2021-2022
- Champion de Rheinlandliga et qualification en Oberliga Rhénanie-Palatinat/Sarre : 2016

### Fistball
L'équipe masculine de fistball est champion d'Allemagne sur terrain en 1989, 1991 et 2003 et en 1994 en salle.

### Boxe
La section boxe du Rot-Weiß Koblenz a produit deux boxeurs professionnels : Alpaslan Agüzüm et Bernd Friedrich.